# UTC+02:00

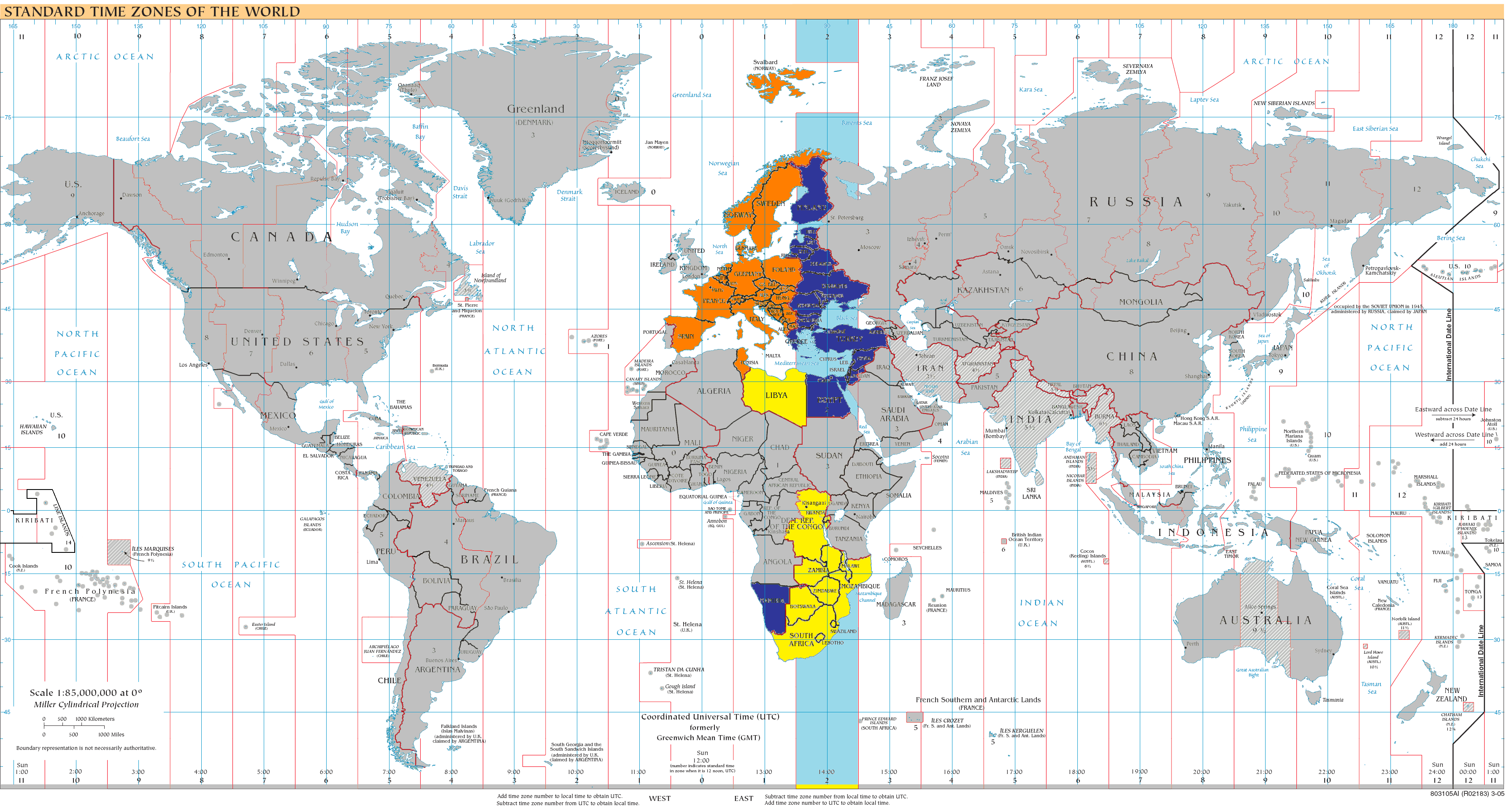
území, kde čas UTC+2 platí celoročně
území, kde čas UTC+2 platí sezónně v zimním období
území, kde čas UTC+2 platí sezónně v letním období
území, kde čas UTC+2 neplatí
mořské plochy spadající do pásma UTC+2
mořské plochy nespadající do pásma UTC+2
Poznámka: Stav k roku 2008

UTC+02:00 je zkratka a identifikátor časového posunu o +2 hodiny oproti koordinovanému světovému času. Tato zkratka je všeobecně užívána.
Existují i jiné zápisy se stejným významem:
- UTC+2 — zjednodušený zápis odvozený od základního[1]
- B — jednopísmenné označení používané námořníky, které lze pomocí hláskovací tabulky převést na jednoslovný název (Bravo).[2]

Zkratka se často chápe ve významu časového pásma s tímto časovým posunem. Odpovídajícím řídícím poledníkem je pro tento čas 30° východní délky, čemuž odpovídá teoretický rozsah pásma mezi 22°30′ a 37°30′ východní délky.

## Jiná pojmenování
| zkratka | česky                    | anglicky                     | poznámka                                                                                                  | odkaz |
| CAT     | -                        | Central Africa Time          | viz též časová pásma v Kongu                                                                              | [ 4 ] |
| CEST    | středoevropský letní čas | Central European Summer Time | viz též časová pásma v Dánsku časová pásma ve Francii časová pásma v Nizozemsku časová pásma ve Španělsku | [ 5 ] |
| EET     | východoevropský čas      | Eastern European Time        | viz též časová pásma v Rusku                                                                              | [ 6 ] |
| IST     | -                        | Israel Standard Time         | | [ 7 ] |
| SAST    | jihoafrický čas          | South Africa Standard Time   | | [ 8 ] |
| WAST    | -                        | West Africa Summer Time      | neaplikuje se                                                                                             | [ 9 ] |

## Úředně stanovený čas
Čas UTC+02:00 je používán na následujících územích, přičemž standardním časem se míní čas definovaný na daném území jako základní, od jehož definice se odvíjí sezónní změna času.

### Celoročně platný čas
- Botswana — standardní čas platný v tomto státě
- Burundi — standardní čas platný v tomto státě
- Egypt — standardní čas platný v tomto státě
- Jihoafrická republika — standardní čas platný v tomto státě[p 5]
- Jižní Súdán — standardní čas platný v tomto státě
- Konžská demokratická republika — standardní čas platný na části území
- Lesotho — standardní čas platný v tomto státě
- Libye — standardní čas platný v tomto státě
- Malawi — standardní čas platný v tomto státě
- Mosambik — standardní čas platný v tomto státě
- Namibie — standardní čas platný v tomto státě
- Rusko — standardní čas platný na části území
- Rwanda — standardní čas platný v tomto státě
- Súdán — standardní čas platný v tomto státě
- Svazijsko — standardní čas platný v tomto státě
- Zambie — standardní čas platný v tomto státě
- Zimbabwe — standardní čas platný v tomto státě

### Sezónně platný čas
- Akrotiri a Dekelia (Spojené království) — standardní čas platný[p 6] na tomto území
- Albánie — letní čas platný[p 6] v tomto státě posunutý o hodinu oproti standardnímu času
- Andorra — letní čas platný[p 6] v tomto státě posunutý o hodinu oproti standardnímu času
- Belgie — letní čas platný[p 7] v tomto státě posunutý o hodinu oproti standardnímu času
- Bosna a Hercegovina — letní čas platný[p 6] v tomto státě posunutý o hodinu oproti standardnímu času
- Bulharsko — standardní čas platný[p 7] v tomto státě
- Černá Hora — letní čas platný[p 6] v tomto státě posunutý o hodinu oproti standardnímu času
- Česko — letní čas platný[p 7] v tomto státě posunutý o hodinu oproti standardnímu času
- Dánsko — letní čas platný[p 7] v tomto státě posunutý o hodinu oproti standardnímu času
- Estonsko — standardní čas platný[p 7] v tomto státě
- Finsko — standardní čas platný[p 7] v tomto státě
- Francie — letní čas platný[p 7] v tomto státě posunutý o hodinu oproti standardnímu času
- Gibraltar (Spojené království)— letní čas platný[p 6] na tomto území posunutý o hodinu oproti standardnímu času
- Chorvatsko — letní čas platný[p 7] v tomto státě posunutý o hodinu oproti standardnímu času
- Itálie — letní čas platný[p 7] v tomto státě posunutý o hodinu oproti standardnímu času
- Izrael — standardní čas platný[p 8] v tomto státě
- Kypr — standardní čas platný[p 7] v tomto státě[p 9]
- Libanon — standardní čas platný[p 8] v tomto státě
- Lichtenštejnsko — letní čas platný[p 6] v tomto státě posunutý o hodinu oproti standardnímu času
- Litva — standardní čas platný[p 7] v tomto státě
- Lotyšsko — standardní čas platný[p 7] v tomto státě
- Lucembursko — letní čas platný[p 7] v tomto státě posunutý o hodinu oproti standardnímu času
- Maďarsko — letní čas platný[p 7] v tomto státě posunutý o hodinu oproti standardnímu času
- Malta — letní čas platný[p 7] v tomto státě posunutý o hodinu oproti standardnímu času
- Moldavsko — standardní čas platný[p 6] v tomto státě[p 10]
- Monako — letní čas platný[p 6] v tomto státě posunutý o hodinu oproti standardnímu času
- Německo — letní čas platný[p 7] v tomto státě posunutý o hodinu oproti standardnímu času
- Nizozemsko — letní čas platný[p 7] v tomto státě posunutý o hodinu oproti standardnímu času
- Norsko — letní čas platný[p 6] v tomto státě posunutý o hodinu oproti standardnímu času
- Palestina — standardní čas platný[p 8] v tomto státě
- Polsko — letní čas platný[p 7] v tomto státě posunutý o hodinu oproti standardnímu času
- Rakousko — letní čas platný[p 7] v tomto státě posunutý o hodinu oproti standardnímu času
- Rumunsko — standardní čas platný[p 7] v tomto státě
- Řecko — standardní čas platný[p 7] v tomto státě
- San Marino — letní čas platný[p 6] v tomto státě posunutý o hodinu oproti standardnímu času
- Severní Makedonie — letní čas platný[p 6] v tomto státě posunutý o hodinu oproti standardnímu času
- Slovensko — letní čas platný[p 7] v tomto státě posunutý o hodinu oproti standardnímu času
- Slovinsko — letní čas platný[p 7] v tomto státě posunutý o hodinu oproti standardnímu času
- Srbsko — letní čas platný[p 6] v tomto státě[p 11] posunutý o hodinu oproti standardnímu času
- Španělsko — letní čas platný[p 7] na většině území[p 12] posunutý o hodinu oproti standardnímu času
- Švédsko — letní čas platný[p 7] v tomto státě posunutý o hodinu oproti standardnímu času
- Švýcarsko — letní čas platný[p 6] v tomto státě posunutý o hodinu oproti standardnímu času
- Ukrajina — standardní čas platný[p 6] v tomto státě[p 13]
- Vatikán — letní čas platný[p 6] v tomto státě posunutý o hodinu oproti standardnímu času